# Bulevardul Mircea cel Bătrân din Chișinău
Bulevardul Mircea cel Bătrân (până în 1991 bd. Kutuzov) se află în sectorul Ciocana. Începe de la rondul de intersecție cu str. Alecu Russo, iar sfârșitul nu-i este marcat de nicio intersecție sau edificiu, ci doar de un rond de întoarcere. A fost construit în anii '80 ai secolului trecut. De-a lungul său sunt amplasate magazine alimentare, oficii poștale, blocuri de locuit, cafenele etc.
Poartă numele domnitorului Țării Românești Mircea cel Bătrân, care a domnit între anii 1386-1418.